# Une Annonciation et une Crucifixion

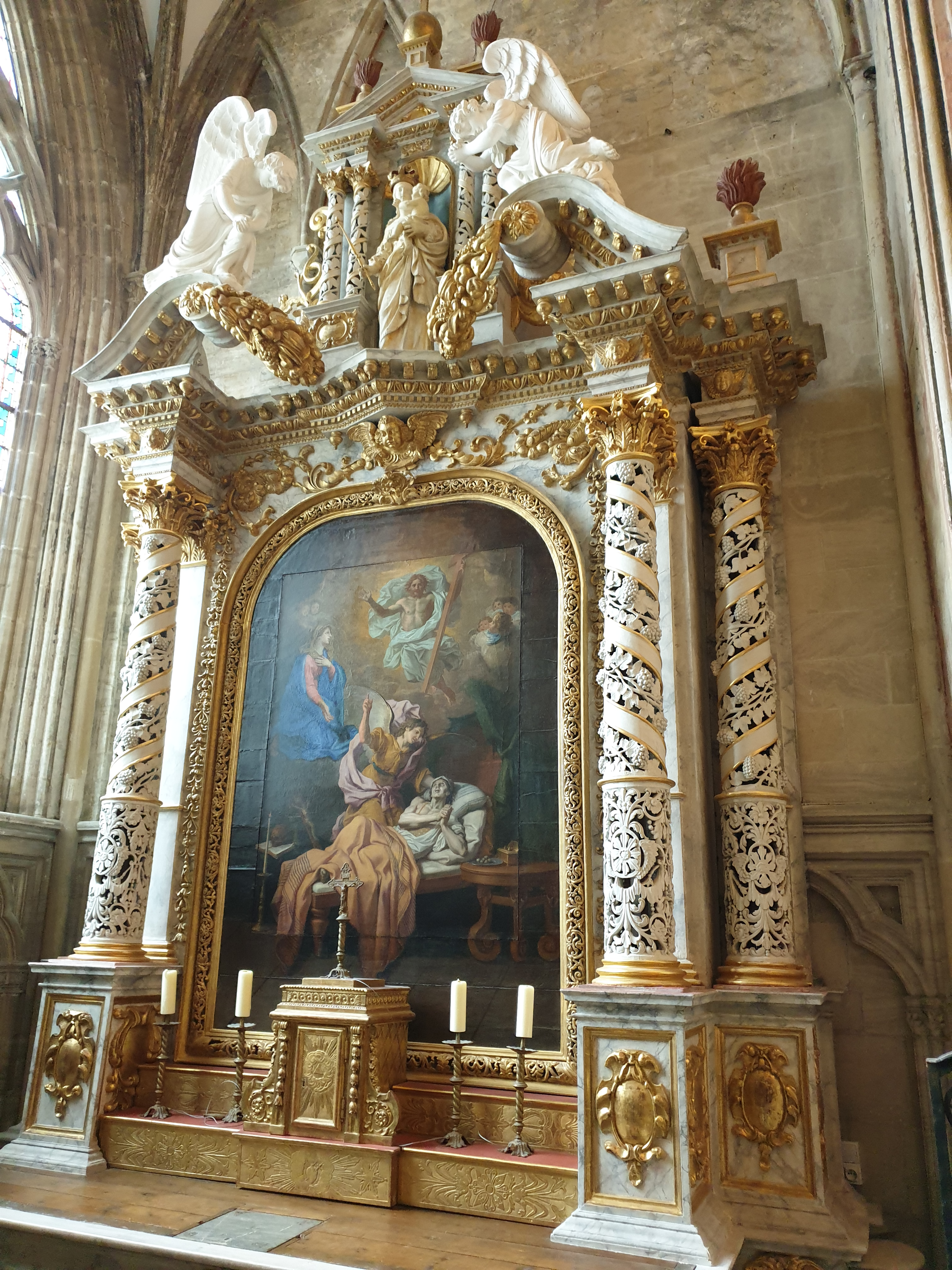
Le retable en 2020

Une Annonciation et une Crucifixion est le retable de l'autel de la chapelle Saint-Martin-des-Vicaires, aussi appelée chapelle Notre-Dame, une des chapelles latérales de la cathédrale de Bayeux en Normandie. Il a été édifié principalement dans le second tiers du XVIIe siècle, avec des modifications aux XVIIIe et XIXe siècles. Il est constitué d'un tableau représentant un mourant soutenu par son ange gardien et la Vierge Marie, intercédant auprès du Christ ressuscité. Le tableau est encadré par une composition en bois peint et doré de quatre colonnes corinthiennes ajourées ornées de spirale, de rubans et de pampres avec une corniche à ressauts et  au sommet, une niche avec fronton brisé abritant une Vierge royale. On trouve un ange agenouillé de chaque côté sur un départ de fronton arrondi. Des guirlandes de fruits attachées à la base de la niche partent de ces départs des frontons.
Le retable a été classé monument historique au titre d'objet le 18 février 1977.
Il a fait l'objet d'un état des lieux avec appel d'offres pour sa rénovation en 2015.